# Niverolle du Tibet
Montifringilla adamsi
Espèce
Statut de conservation UICN

 LC  : Préoccupation mineure
La Niverolle du Tibet (Montifringilla adamsi) est une espèce d'oiseaux de la famille des Passeridae, vivant en haute altitude du Cachemire au Népal, au Sikkim, au Sud du Tibet et au Sud-Ouest de la Chine. Elle est considérée par certains auteurs comme une sous-espèce de la Niverolle alpine (Montifringilla nivalis) qui vit en Europe et en Asie.
Certains auteurs pensent qu'elle forme un complexe d'espèces avec Montifringilla nivalis et Montifringilla henrici.
Elle présente deux sous-espèces :
- M. a. adamsi (Adams, 1859), dans le nord du Cachemire, au Ladakh, sur le plateau tibétain, au Xinjiang et au sud-est de l'Himalaya jusqu'au Sikkim ;
- M. a. xerophila (Stegmann, 1932), du plateau tibétain au centre de la Chine et au Sichuan.

L'espèce a été décrite pour la première fois par Moore, mais cette description n'ayant pas été publiée, c'est la description d'Adams, qui reprend celle de Moore, qui a fait autorité, et d'après laquelle l'espèce a été nommée.